# Sunkadelica
Sunkadelica är ett svenskt begrepp för artister och musikaliska fenomen som angränsar till det amerikanska uttrycket incredibly strange music. Enligt forskarna Mats Brusman, Anna Eskilsson och Magdalena Hillström omfattar begreppet bland annat outsiders, svenska dansband och svensktopp från framför allt 1970-talet, smal humor och kändisars musikaliska försök.

## Bakgrund
Det amerikanska uttrycket fokuserar på vinylskivans genombrott under 1950- och 1960-talen, då en enorm mängd skivor gavs ut på spekulation. Eftersom produktionen var långt större än efterfrågan fylldes loppmarknader och lågprisaffärer med ratade LP-skivor. Under 1980-talet uppstod en samlarkult kring de värsta fadäserna ur denna rika skörd, och genom V. Vales och Andrea Junos böcker Incredibly strange music, Vol. I – II (1993 och 1994) fick fenomenet ett samlande namn.
I begreppet kan räknas genrer som exotica, easy listening, muzak, celebrity singing (kändisar sjunger) och i viss mån även vanity pressings (egenfinansierade privatutgåvor).

## Begreppet i Sverige
Det främsta svenska forumet för incredibly strange music är Stockholmsklubben Sunkit, som startade 1996, delvis inspirerade av Vales och Junos böcker. Klubben, och webbtidningen med samma namn, har även rötter i en rad svenska radioserier, kanske främst Bättre sänt än aldrig, Ännu bättre sänt än aldrig och Platt-etyder. På senare tid sändes Kvart i två-dansen som ett inslag i Så funkar det i samarbete med Sunkit.
Sunkit fokuserade, liksom de svenska radioprogrammen hade gjort, på svenska artister och man började snart lägga till svensk dansbandsmusik från 1970-talet till genren. Sunkit myntade därför ordet sunkadelica för att markera den egna definitionen.

## Nuvarande användning
Med tiden började man i Sverige använda begrepp som Sunkit-musik och sunkadelica som liktydiga med incredibly strange music, många gånger frikopplat från själva klubben och webbtidningen Sunkit. Detta märks till exempel i radioprogrammet P3 Sunk och klubben Sunkadelic i Malmö.